# Better Than a Thousand

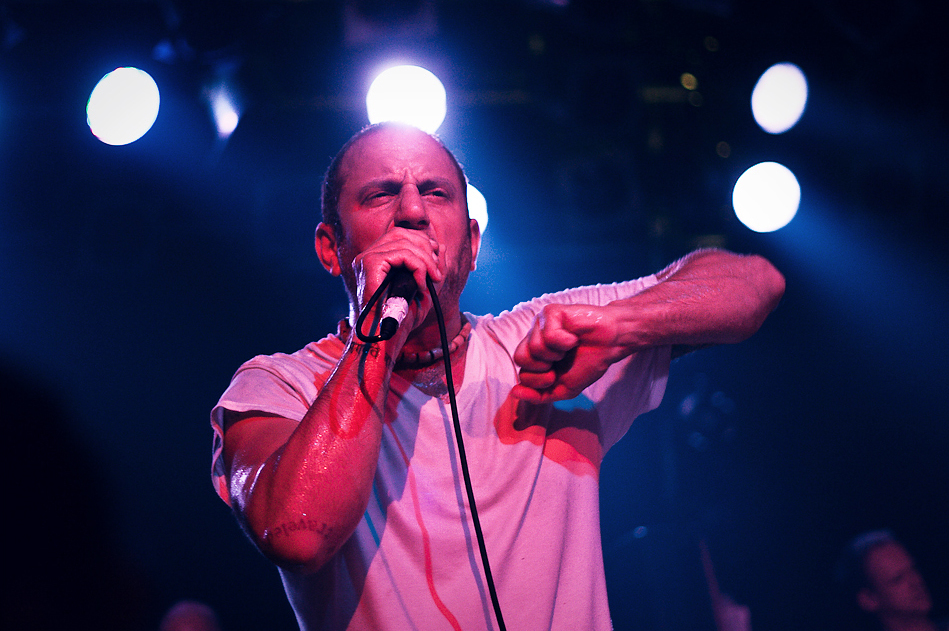
Ray Cappo

Better Than a Thousand (BTAT, BT1000) – amerykański zespół muzyczny z drugiej połowy lat 90. XX w. grający muzykę gatunku hardcore punk; supergrupa skupiająca gwiazdy sceny hardcore.
Skład zespołu:
- Ray Cappo (wokal), ex Youth of Today, Shelter
- Ken Olden (perkusja) z Damnation AD i Battery
- Graham Land (gitara basowa) z Battery
- Jeff Neumann (gitara) z In My Eyes

W początkowej fazie Better Than a Thousand było projektem grupy przyjaciół, którego celem było nagranie kilku utworów, jednak pozytywne przyjęcie i dobra współpraca zaowocowały trzema światowymi trasami koncertowymi oraz wydaniem dwóch płyt.
W opinii niektórych krytyków brzmienie Better Than a Thousand można określić jako nowoczesną wersję Youth of Today.
Zespół rozpadł się pod koniec lat 90. Za powód podaje się większe zaangażowanie członków w twórczość ich podstawowych zespołów oraz konflikty spowodowane obecnością w BTAT zbyt wielu silnych osobowości sceny.

## Dyskografia
- Just One, CD (Revelation Records, 1997)
- Self Worth, EP (Grapes of Wrath, 1998)
- Value Driven, CD (Supersoul, 1999)